# Borghi dell'Agro Pontino

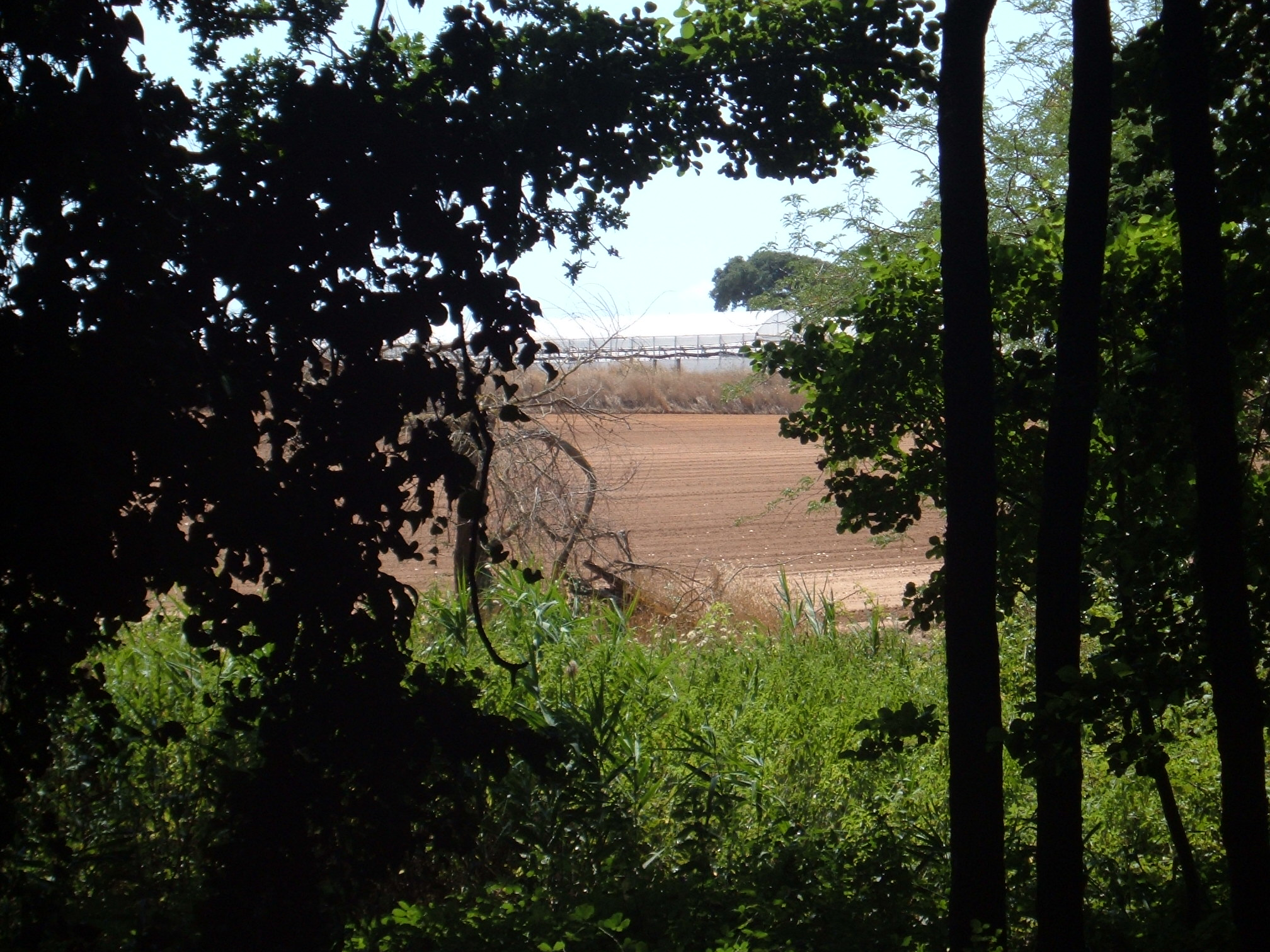
Campi coltivati nell'Agro Pontino nei pressi di Sabaudia.

I borghi dell'Agro Pontino sono comprensori e frazioni dei comuni fondati o rifondati durante la bonifica dell'Agro Pontino, abitati inizialmente per la stragrande maggioranza da popolazione proveniente dal Veneto, dal Friuli e dall'Emilia.

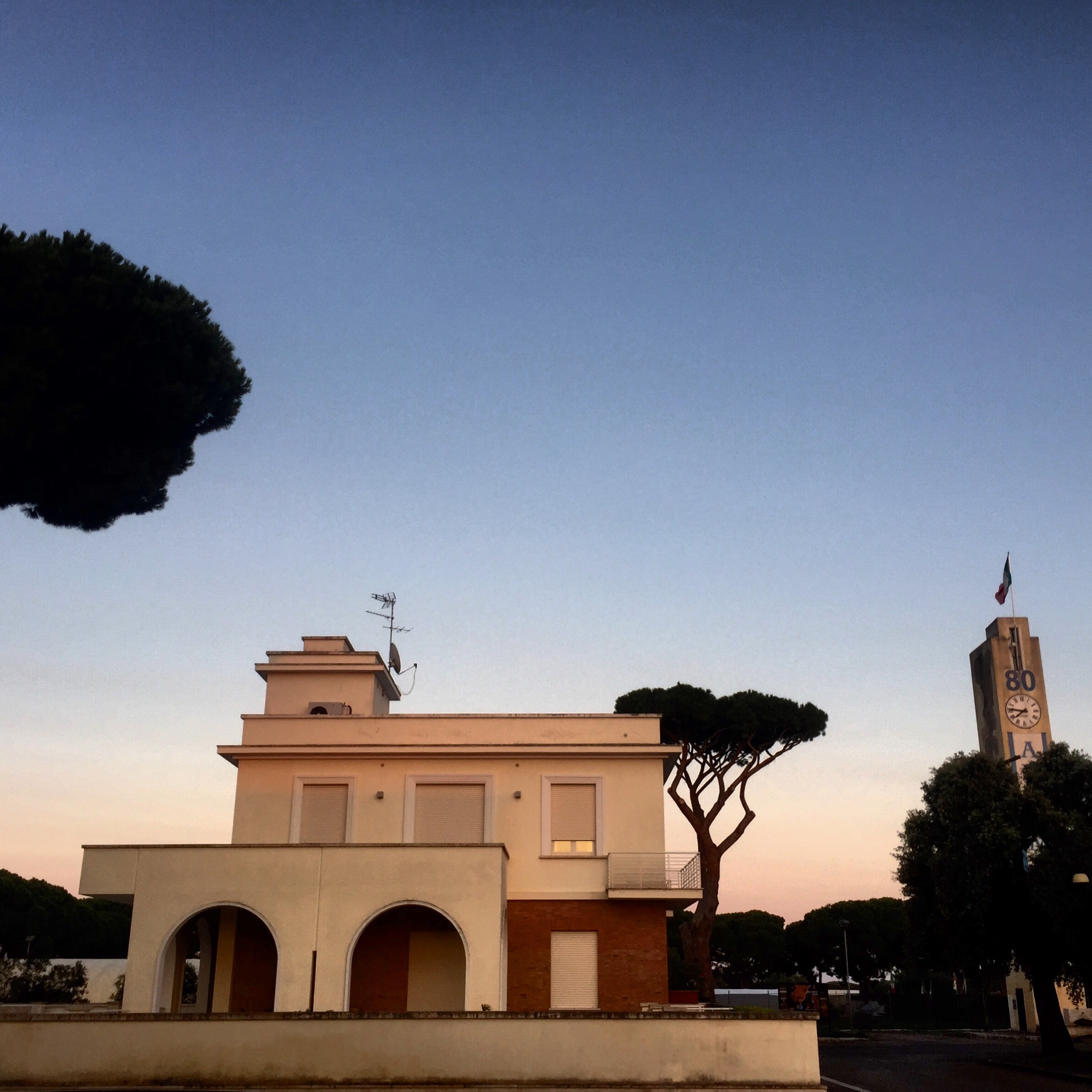
Borgo Montenero

## Storia
La bonifica integrale dell'Agro Pontino, cominciata nel decennio precedente, ebbe impulso nel 1929, con l'esproprio da parte dello Stato italiano di un territorio di 20 000 ettari già di proprietà della famiglia Caetani, noto come Bacino di Piscinara (corrispondente all'attuale territorio comunale di Cisterna di Latina). Iniziarono così i primi lavori di bonifica con l'istituzione del "Consorzio di bonifica di Piscinara" che avviò la canalizzazione delle acque del bacino del fiume Astura. Nel 1926 era stato varato un regio decreto, che istituì due consorzi: il Consorzio di Piscinara, preesistente dal 1924, fu esteso su tutti i terreni a destra del canale Ninfa-Sisto, su un'area di 48 762 ettari e a sinistra della linea, mentre il Consorzio di bonificazione dell'Agro Pontino (26.567 ettari) fu istituito in un'area relativamente inferiore, il bacino a sinistra del Ninfa-Sisto costituita dai territori siti sotto il livello del mare e quindi dove la bonifica fu maggiormente complessa. I due Consorzi erano costituiti dall'unione dei latifondisti privati e dello Stato, ma in seguito alla legge Mussolini (1928), a motivazione della renitenza dei proprietari, furono espropriati circa due terzi dei fondi privati, costringendo alla bonifica del restante terzo in ragione dell'indennizzo economico dei primi due. Quindi la grandissima parte delle aree bonificate passò sotto il controllo diretto dello Stato, che lo delegò all'Opera Nazionale Combattenti, che essendo socio di maggioranza di entrambi i consorzi iniziò a controllare attivamente la bonifica della totalità dei territori.
Fu un'opera immensa: dal 1926 al 1937, per bonificare l'agro, furono impiegate ben 18.548.000 giornate-operaio. Oltre al prosciugamento delle paludi, la costruzione dei canali, ci fu l'azione di disboscamento delle foreste e la costruzione dei nuovi centri, che sorgevano man mano nei nuovi territori.
L'Opera Nazionale Combattenti si occupò anche della gestione dei terreni e dei poderi che venivano via via costituiti nei terreni bonificati di proprietà dello Stato, affidandoli in concessione a coloni provenienti per la stragrande maggioranza dalle regioni, allora povere e sovraffollate, del Veneto, del Friuli e dell'Emilia. Una ristretta percentuale di poderi gestiti dalle "Università Agrarie" facenti capo ad alcuni comuni lepini, precedentemente amministratrici delle rispettive terre di uso collettivo, nonché i poderi direttamente amministrati dai privati, videro come colonizzatrici anche famiglie di origine umbro-marchigiana, ciociara, bassianese e cisternese. Al lato dei vari poderi, venivano costruite delle case coloniche, molte delle quali tuttora abitate dai discendenti dei "pionieri".
In seguito, il territorio fu suddiviso in comprensori facenti capo ciascuno ad un borgo o ad un capoluogo comunale; i borghi, con struttura urbanistica diversificata, avevano in origine la funzione di fare da centri di raccordo fra i vari poderi e di provvedere alla necessità dei coloni, essendo tipicamente sedi della locale azienda agraria dell'ONC. Il primo borgo ad essere costruito fu Borgo Podgora, inizialmente chiamato Sessano dal nome di un'antica torre di guardia ivi presente.
Ai borghi di nuova fondazione furono dati per la stragrande maggioranza nomi ispirati ai principali luoghi di battaglia della prima guerra mondiale, (ad esempio Borgo Carso, Borgo Piave, Borgo Grappa, Borgo Montello, Borgo Isonzo). In alcuni casi questi borghi furono costruiti su centri rurali già esistenti o fondati all'inizio della bonifica con nomi differenti (ad esempio Sessano per Borgo Podgora; Casale dei Pini per Borgo Grappa e così via).

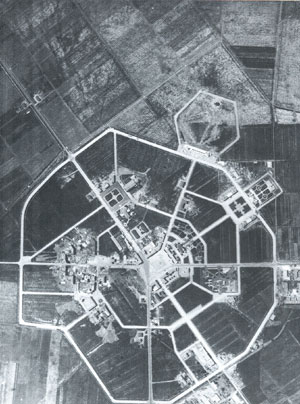
Un'immagine di Latina dall'alto poco dopo la fondazione.

Nei decenni è cambiata la composizione in base alla provenienza della popolazione dei borghi: alla colonizzazione per la stragrande maggioranza dal nord-est, si è aggiunta l'immigrazione dai vicini monti lepini, e da altre località come tributarie minori.
In particolare Borgo San Donato è tributario, dalla colonizzazione, di una consistente comunità bassianese, mentre Borgo Flora ha ricevuto negli anni una consistente immigrazione dalla provincia di Benevento, in particolare da Morcone; infine Doganella presenta una composizione etnica piuttosto variegata, dove la componente lepina e marchigiana sono insieme maggioritarie; tutti gli altri borghi sono saldamente venetopontini.

## Elenco
Comune di Cisterna di Latina
- Doganella, dal preesistente toponimo di "Doganella di Ninfa" (in parte esteso al comune di Sermoneta)
- Borgo Flora, dalla preesistente "Tenuta Flora".

Comune di Latina
- Borgo Bainsizza, toponimo in ricordo dei combattimenti sull'altopiano della Bainsizza (19-29 agosto 1917), già Piano Rosso
- Borgo Carso, toponimo in ricordo dei combattimenti sull'altopiano del Carso, già casale La Botte
- Borgo Faiti, toponimo in ricordo dei combattimenti presso la collina Dosso Faiti (Nona battaglia dell'Isonzo) già Foro Appio (Forum Appii)
- Borgo Grappa, toponimo in ricordo dei combattimenti presso il monte Grappa, già Casale dei Pini
- Borgo Isonzo, toponimo in ricordo dei combattimenti lungo il fiume Isonzo
- Borgo Montello, toponimo in ricordo dei combattimenti sul monte Montello (15-20 giugno 1918), già Conca (Castrum Concharum)
- Borgo Piave, toponimo in ricordo dei combattimenti lungo il fiume Piave, già Passo Barabino
- Borgo Podgora, toponimo in ricordo dei combattimenti sull'omonimo colle, ora noto come Monte Calvario presso la città di Gorizia, già Sessano
- Borgo Sabotino, toponimo in ricordo dei combattimenti presso il monte Sabotino, già Passo dei Genovesi
- Borgo San Michele, toponimo in ricordo dei combattimenti presso il monte San Michele (6 agosto 1916)
- Borgo Santa Maria, località precedentemente chiamata Gnif Gnaf

Comune di Pontinia
- Borgo Pasubio, toponimo in ricordo dei combattimenti presso il massiccio del Pasubio

Comune di Sabaudia

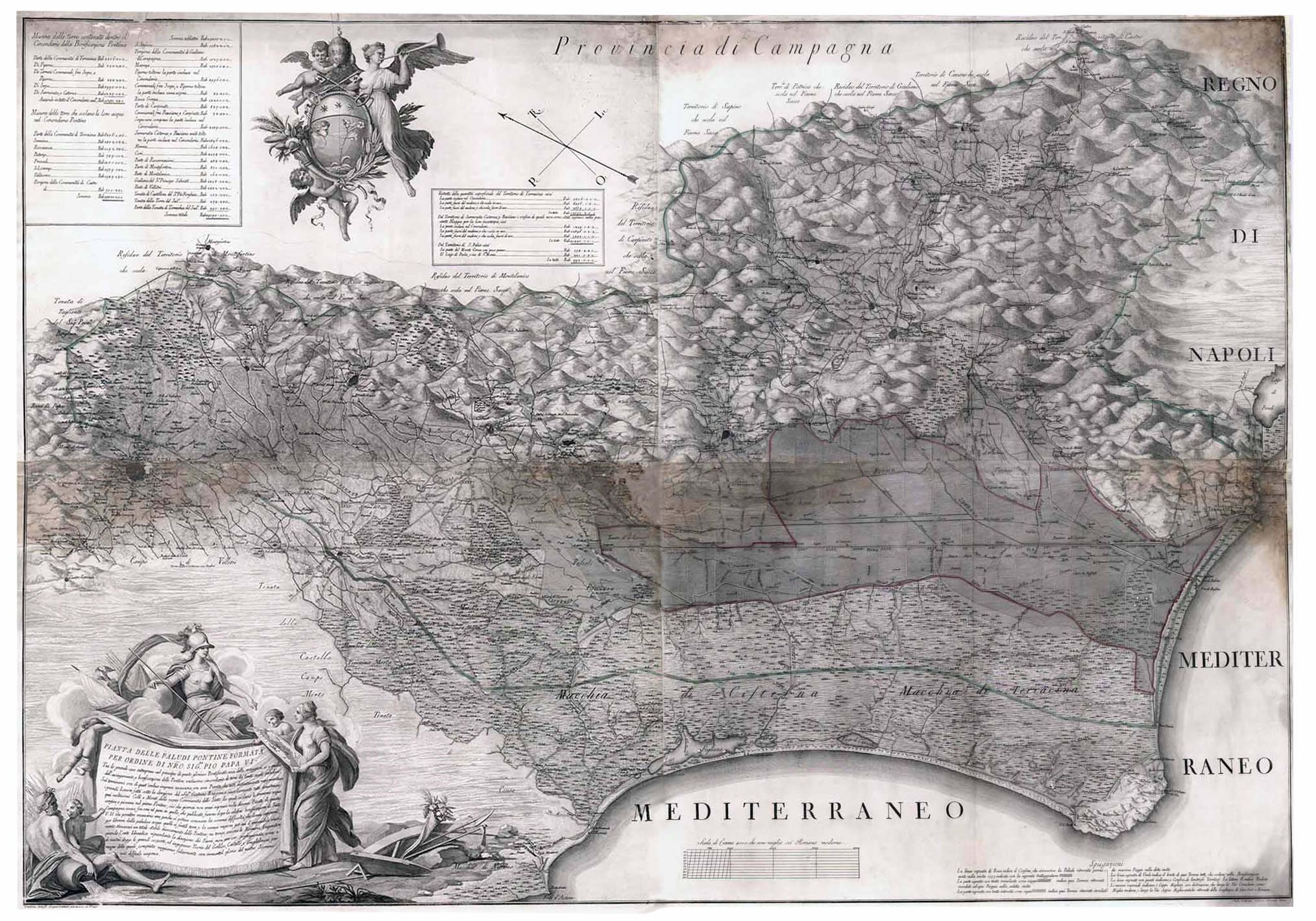
Pianta dell'Agro Pontino (XVIII secolo)

- Borgo San Donato, dalla preesistente "Macchia di San Donato"
- Borgo Vodice, toponimo in ricordo dei combattenti presso il monte Vodice

Comune di San Felice Circeo
- Borgo Montenero, toponimo in ricordo dei combattimenti presso il Monte Nero (seconda battaglia dell'Isonzo)

Comune di Terracina
- Borgo Hermada, toponimo in ricordo dei combattimenti presso il monte Ermada (undicesima battaglia dell'Isonzo)